# Нижегородский государственный университет
Национальный исследовательский Нижегоро́дский госуда́рственный университе́т и́мени Н. И. Лобаче́вского (Университет Лобачевского, ННГУ) — крупнейшее высшее учебное заведение Нижнего Новгорода, один из национальных исследовательских университетов России.

## Краткое описание
Был открыт 17 (31) января 1916 как Нижегородский народный университет. В период с 1932 по 1990 годы назывался Горьковским государственным университетом. В 2009 году получил статус национального исследовательского университета России.
Включает 15 факультетов и образовательных институтов, 5 научно-исследовательских институтов, 4 региональных филиала.
В настоящее время в университете обучается около 30 000 студентов (включая иностранных), свыше 1000 аспирантов и докторантов, работает 1200 доцентов и ассистентов, а также около 400 профессоров.

## История

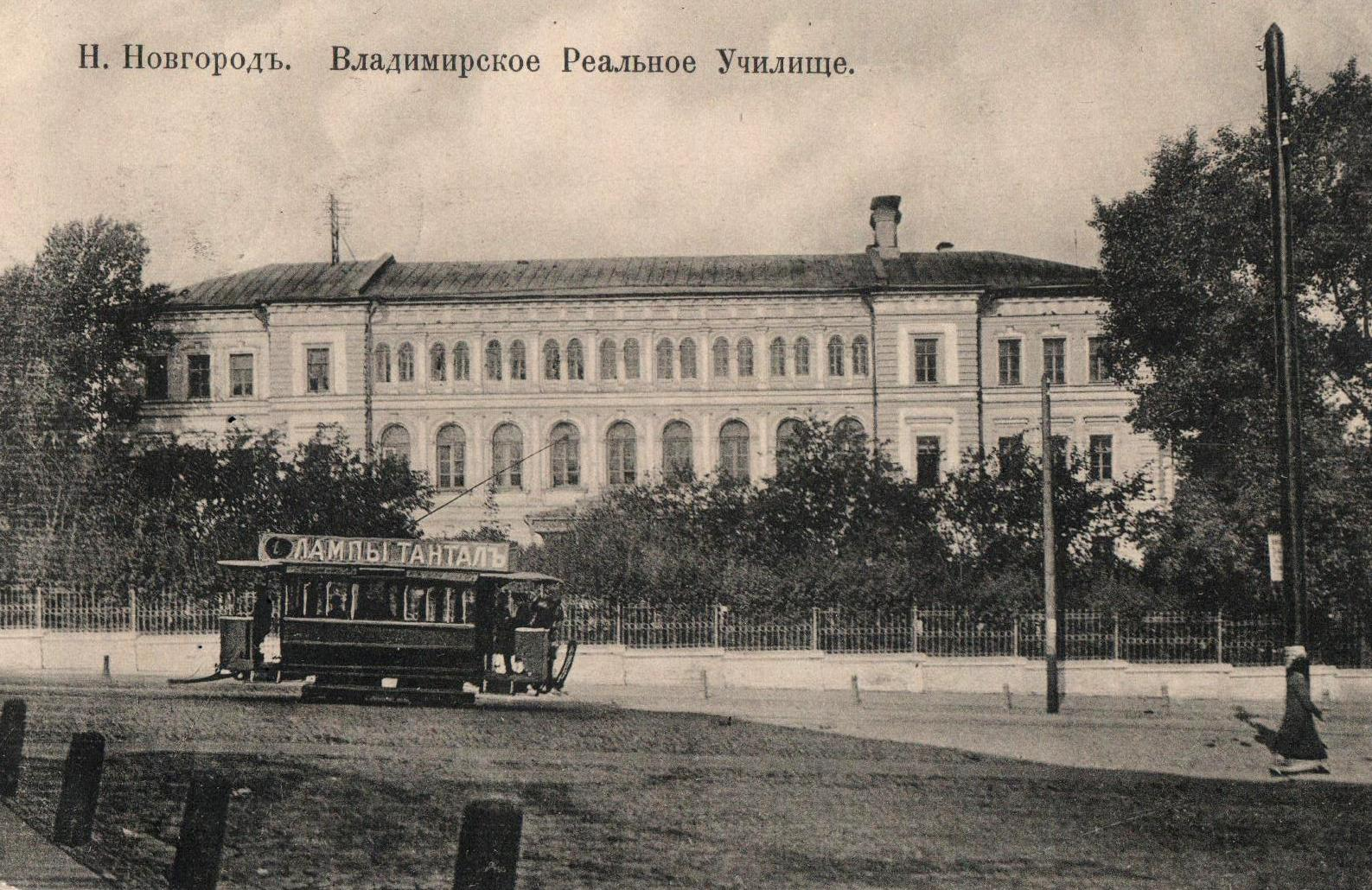
Владимирское реальное училище. После 1916 года — Народный университет

Бюст Н. И. Лобачевского работы А. В. Кикина во 2-м корпусе

Университет был открыт 17 (30) января 1916 года как один из трёх Народных университетов России, входящих в систему «вольных» университетов. Для Нижнего Новгорода это было первое высшее учебное заведение.
В 1916 году в Нижний Новгород эвакуируется Варшавский политехнический институт Императора Николая II. После слияния этого университета с этим институтом и с Высшими сельскохозяйственными курсами в 1918 году он первым в стране получает статус государственного университета.
В 1921 году происходит значительное сокращение количества факультетов. 4 мая 1921 года выходит постановление СНК РСФСР о ликвидации всех историко-филологических факультетов страны и организации на их месте факультетов общественных наук, которое затронуло и Нижегородский университет. В 1922 году количество преподавателей сокращается с 239 до 156.
14 апреля 1930 года СНК РСФСР принял постановление о расформировании ряда вузов, в том числе ННГУ. Некоторые факультеты преобразуются в 6 институтов:
- Механико-машиностроительный институт (в 1934 году вошёл в состав Горьковского индустриального института);
- Химико-технологический институт (в 1934 году вошёл в состав Горьковского индустриального института);
- Педагогический факультет (в 1930 году выделен в педагогический институт);
- Агрономический факультет (в 1930 году выделен в сельскохозяйственный институт);
- Архитектурно-строительный факультет (в 1930 году выделен в строительный институт);
- Медицинский факультет (в 1930 году выделен в медицинский институт).

Уже через год, 11 ноября 1931 года, университет был образован вновь. В его состав вошли 3 факультета: физико-математический, биологический и химический. Учебно-научной базой стало здание бывшей духовной семинарии на площади Минина и Пожарского (ныне здание естественно-географического факультета НГПУ им. Козьмы Минина). К 1932 году в составе ННГУ работали следующие отделения: физическое, механическое, зоологическое, ботаническое, химическое, математическое.
С 1938 года были установлены вступительные экзамены и впервые Горьковский университет провёл конкурсный набор первокурсников.
20 марта 1956 года указом президиума Верховного Совета СССР Горьковскому государственному университету присвоено имя Н. И. Лобачевского.
Помимо образовательной деятельности университет Лобачевского активно вовлечён в научно-техническую деятельность государственного значения. В 1932 году в структуру университета вошёл Научно-исследовательский физико-технический институт. Он до сих является частью ННГУ и активно сотрудничает с Роскосмосом и другими государственными и частными организациями. В 1944 году был создан Научно-исследовательский институт химии, который внёс вклад в развитие национальной химической и военной промышленности. В 1956 году на базе университета был сформирован Научно-исследовательский радиофизический институт. В 1969 году он был награждён Орденом Трудового Красного Знамени за достижения в области радиофизики, радиотехники и астрономии. В 1974 году был открыт исследовательский институт механики. В 2012 году в рамках Нижегородского университета открылся научный институт живых систем, который в 2016 году был трансформирован в Научно-исследовательский институт нейронаук. Это подразделение занимается изучением деятельности головного мозга.
В 2014 году в ННГУ начал работу суперкомпьютер «Лобачевский» мощностью 570 Терафлопс. Среди российских университетов это четвёртый по производительности суперкомпьютер. Также он входит в список самых мощных суперкомпьютеров мира.
В рамках федеральной программы по развитию фармацевтической и медицинской промышленности в университете в 2017 году был создан Центр инновационного развития медицинского приборостроения.

## Рейтинги
Университет активно принимает участие в международных и национальных рейтингах высших учебных заведений. Согласно рейтингу QS World University Rankings 2024, ННГУ им. Н. И. Лобачевского входит 1200 лучших вузов мира, а также в топ-530 вузов в области математики и топ-500 — в области физики и астрономии.
Университет Лобачевского входит в 1500 лучших вузов мира согласно рейтингу Times Higher Education World University Rankings 2023, а также входит в предметные рейтинги THE по физике, инженерии, наукам о жизни и компьютерным наукам. ННГУ входит в 1000 лучших университетов мира рейтинга THE Impact Rankings 2023, отслеживающего прогресс университетов по 17 целям устойчивого развития ООН (SDG). Университет располагается на 1455 месте в мире (18 по России) в рейтинге U.S. News Best Global Universities 2022—2023, а также занимает 583 место в этом рейтинге по предмету «физика». ННГУ занимает 645 место среди университетов мира в международном рейтинге Round University Ranking 2023. В национальных рейтингах в 2023 году ННГУ занимает 26 место в России согласно агентству Интерфакс, 35 место согласно рейтингу RAEX Топ-100 (РА «Эксперт») и 19-21 место согласно рейтингу «Три Миссии Университета» (501—550 в мире). Также, в рейтинге лучших вузов по уровню зарплат выпускников SuperJob 2023 ННГУ занял 11 место в области IT, 9 место в области экономики и финансов, и 8 место в области юриспруденции.

## Разработки и достижения

### 2016
В октябре 2016 года представители университета сообщили о разработке уникальных керамических материалов для космических аппаратов, способных противостоять высоким температурам и радиации, обеспечив тем самым возможность межпланетных путешествий. Также учёные ННГУ реализуют проекты «Киберсердце» и «Кибертренер».

### 2018
Химики Университета Лобачевского разработали новое вещество для костных имплантатов. Работа стартовала в 2018 году в сотрудничестве с учеными Наньянского технологического университета (Сингапур), а завершилась в 2021 году. Новое вещество для костных имплантатов — это фторапатит (Ca5(PO4)3F), в котором атомы кальция частично заменены на атомы висмута и натрия. Элемент висмут (Bi) в соединении обеспечивает антибактериальный эффект. Он способен бороться с инфекциями, которые угрожают организму в послеоперационный период. Натрий (Na) отвечает за биосовместимость вещества, помогает ему активнее встраиваться в кость. Основа состава — вещество из кальция, фосфора, кислорода и фтора — минерал, который воспроизводит структуру и состав человеческой костной ткани.

### 2021
Сборная Университета Лобачевского впервые выиграла финал чемпионата мира по программированию среди студенческих команд ICPC (International Collegiate Programming Contest). Сборная университета стала абсолютным чемпионом среди 119 сильнейших команд со всего мира и взяла кубок и золотую медаль престижных международных IT-соревнований, на которых ежегодно состязаются лучшие молодые программисты мира. Всего в чемпионате приняли участие порядка 59 тысяч студентов из 3 406 университетов 104 стран мира. Финал ICPC проходил в России при поддержке Министерства науки и высшего образования РФ и Министерства цифрового развития, связи и массовых коммуникаций РФ.

### 2022
Учёные ННГУ создают противоопухолевые препараты двойного действия.
Учёные Нижегородского государственного университета имени Лобачевского (ННГУ) завершили испытания нового метода электрооптического детектирования импульсов терагерцового излучения, который позволяет видеть сквозь непрозрачные материалы и может применяться для неразрушающего исследования материалов или сканирования в аэропортах.
Учёные НИИ химии ННГУ им. Лобачевского совместно с Российским химико-технологическим университетом им. Менделеева и НОЦ «Тула-ТЕХ» в рамках программы импортозамещения создали установку для автоматического синтеза наночастиц металлов.

## Структура

### Факультеты и образовательные институты
| - Институт биологии и биомедицины (ИББМ) - Институт клинической медицины (ИКМ) - Химический факультет - Институт международных отношений и мировой истории (ИМОМИ) - Радиофизический факультет - Физический факультет - Институт информационных технологий, математики и механики (ИИТММ) - Институт экономики (ИНЭК) | - Институт филологии и журналистики (ИФИЖ) - Высшая школа общей и прикладной физики (ВШОПФ) - Юридический факультет - Факультет социальных наук - Факультет физической культуры и спорта - Институт аспирантуры и докторантуры (ИАД) - Высшая школа искусств и дизайна |

### Научно-исследовательские институты
- НИИ химии (образован в 1944 году)
- Научно-исследовательский физико-технический институт
- Научно-исследовательский институт механики
- Научно-исследовательский радиофизический институт (НИРФИ)
- Научно-исследовательский институт нейронаук

### Прочие дочерние структуры
| - Малая академия государственного управления - Фундаментальная библиотека ННГУ - Парк науки «Лобачевский Lab» - Научно-образовательный центр «Физика твердотельных наноструктур» | - Психологическая клиника - Военный учебный центр - Центр образовательных программ для иностранных граждан - Факультет повышения квалификации и профессиональной переподготовки | - Арзамасский филиал - Балахнинский филиал - Дзержинский филиал - Павловский филиал |

Музей истории Нижегородского университета